# World Tour w siatkówce plażowej 2005
World Tour w siatkówce plażowej 2005 organizowany przez FIVB składał się 15 turniejów męskich i 16 turniejów żeńskich. W trakcie sezonu rozegrano trzy turnieje rangi Grand Slam w Stavanger, Paryżu i Klagenfurcie oraz Mistrzostwa Świata w Berlinie, które wliczały się do kalendarza World Tour.

## Zawody

### Klasyfikacja turniejów
| World Championships |
| Grand Slam          |
| Open                |

### Mężczyźni
| Turniej                                                                      | 1 miejsce                                                    | 2 miejsce                          | 3 miejsce                                        | 4 miejsce                         |
| ---------------------------------------------------------------------------- | ------------------------------------------------------------ | ---------------------------------- | ------------------------------------------------ | --------------------------------- |
| China Shanghai Jinshan Open Szanghaj, Chiny 18 - 22 maja                     | Christoph Dieckmann Andreas Scheuerpflug 21-18, 15-21, 16-14 | Emanuel Rego Ricardo Santos        | Martin Laciga Markus Egger 16-21, 24-22, 15-10   | Harley Marques Benjamin Insfran   |
| VIP Open Zagrzeb, Chorwacja 8 - 12 czerwca                                   | Márcio Araújo Fábio Luiz Magalhães 21-17, 21-17              | Markus Dieckmann Jonas Reckermann  | Emanuel Rego Ricardo Santos 15-21, 21-18, 15-10  | Harley Marques Benjamin Insfran   |
| 1to1 Energy Open Gstaad, Szwajcaria 15 - 19 czerwca                          | Emanuel Rego Ricardo Santos 21-19, 21-13                     | Harley Marques Benjamin Insfran    | Márcio Araújo Fábio Luiz Magalhães walkower      | Franco Neto Tande Ramos           |
| World Championships Berlin, Niemcy 22 - 26 czerwca                           | Márcio Araújo Fábio Luiz Magalhães 22-20, 21-12              | Sascha Heyer Paul Laciga           | Julius Brink Kjell Schneider 16-21, 21-17, 15-10 | Marvin Polte Thorsten Schoen      |
| ConocoPhillips Grand Slam Stavanger, Norwegia 29 czerwca - 3 lipca           | Emanuel Rego Ricardo Santos 21-16, 21-19                     | Harley Marques Benjamin Insfran    | Patrick Heuscher Stefan Kobel walkower           | Markus Dieckmann Jonas Reckermann |
| St. Petersburg Open Petersburg, Rosja 6 - 10 lipca                           | Emanuel Rego Ricardo Santos 21-19, 22-24, 18-16              | Márcio Araújo Fábio Luiz Magalhães | Franco Neto Tande Ramos 21-10, 21-16             | Harley Marques Benjamin Insfran   |
| Portugal Open Espinho, Portugalia 13 - 17 lipca                              | Julius Brink Kjell Schneider 25-27, 21-19, 15-12             | Markus Dieckmann Jonas Reckermann  | Márcio Araújo Fábio Luiz Magalhães 21-12, 21-17  | Todd Rogers Sean Scott            |
| Mazury Open Stare Jabłonki, Polska 20 - 24 lipca                             | Martin Laciga Markus Egger 21-19, 21-15                      | Markus Dieckmann Jonas Reckermann  | Emanuel Rego Ricardo Santos 21-17, 21-17         | Franco Neto Tande Ramos           |
| Beach Volleyball Paris-Ile de France Grand Slam Paryż, Francja 27 - 31 lipca | Patrick Heuscher Stefan Kobel 21-14, 21-16                   | Jake Gibb Stein Metzger            | Julius Brink Kjell Schneider 21-17, 21-17        | Martin Laciga Paul Laciga         |
| A1 Grand Slam presented by Nokia Klagenfurt, Austria 3 - 7 sierpnia          | Markus Dieckmann Andreas Scheuerpflug 21-19, 21-13           | Emanuel Rego Ricardo Santos        | Márcio Araújo Fábio Luiz Magalhães 21-15, 21-15  | Todd Rogers Sean Scott            |
| Canada Open Montreal, Kanada 24 - 28 sierpnia                                | Harley Marques Benjamin Insfran 15-21, 21-17, 18-16          | Márcio Araújo Fábio Luiz Magalhães | Emanuel Rego Ricardo Santos 21-14, 21-19         | Franco Neto Pedro Cunha           |
| Athens INFOTE Open Ateny, Grecja 31 sierpnia - 4 września                    | Emanuel Rego Ricardo Santos 21-14, 26-24                     | Martin Laciga Markus Egger         | Harley Marques Benjamin Insfran 24-22, 21-19     | Andrew Schacht Joshua Slack       |
| Brazil Open Salvador, Brazylia 19 - 23 października                          | Emanuel Rego Ricardo Santos 9-21, 21-16, 15-13               | Márcio Araújo Fábio Luiz Magalhães | Jake Gibb Stein Metzger 17-21, 21-13, 16-14      | Martin Laciga Markus Egger        |
| Corona Acapulco Open Acapulco, Meksyk 25 - 29 października                   | Emanuel Rego Ricardo Santos 21-12, 21-19                     | Franco Neto Pedro Cunha            | Harley Marques Benjamin Insfran 21-19, 21-19     | Riccardo Lione Matteo Varnier     |
| South Africa Open Kapsztad, Republika Południowej Afryki 23 - 27 listopada   | Márcio Araújo Fábio Luiz Magalhães 19-21, 21-19, 15-12       | Martin Laciga Markus Egger         | Jake Gibb Stein Metzger 21-14, 28-26             | David Klemperer Kjell Schneider   |

### Kobiety
| Turniej                                                                      | 1 miejsce                                                | 2 miejsce                                 | 3 miejsce                                                     | 4 miejsce                                      |
| ---------------------------------------------------------------------------- | -------------------------------------------------------- | ----------------------------------------- | ------------------------------------------------------------- | ---------------------------------------------- |
| China Shanghai Jinshan Open Szanghaj, Chiny 17 - 21 maja                     | Juliana Felisberta Larissa França 21-15, 21-18           | Shelda Bede Adriana Behar                 | Ana Paula Henkel Shaylyn Bede 21-17, 23-21                    | Tian Jia Wang Fei                              |
| Japan Open Osaka, Japonia 25 - 29 maja                                       | Ana Paula Henkel Shaylyn Bede 19-21, 21-17, 15-10        | Juliana Felisberta Larissa França         | Shelda Bede Adriana Behar 21-11, 21-13                        | Simone Kuhn Lea Schwer                         |
| Italian Open Mediolan, Włochy 8 - 12 czerwca                                 | Juliana Felisberta Larissa França 25-23, 21-16           | Vasso Karantasiou Vassiliki Arvaniti      | Stephanie Pohl Okka Rau 24-22, 24-22                          | Shelda Bede Adriana Behar                      |
| 1to1 Energy Open Gstaad, Szwajcaria 14 - 18 czerwca                          | Juliana Felisberta Larissa França 17-21, 21-15, 15-8     | Tian Jia Wang Fei                         | Shelda Bede Adriana Behar 21-12, 21-16                        | Ana Paula Henkel Leila Barros                  |
| World Championships Berlin, Niemcy 21 - 25 czerwca                           | Misty May Kerri Walsh 21-17, 21-17                       | Juliana Felisberta Larissa França         | Tian Jia Wang Fei 21-13, 21-17                                | Dalixia Fernandez Grasset Tamara Larrea Peraza |
| ConocoPhillips Grand Slam Stavanger, Norwegia 28 czerwca - 2 lipca           | Vasso Karantasiou Vassiliki Arvaniti 12-21, 21-16, 15-10 | Juliana Felisberta Larissa França         | Tian Jia Wang Fei 21-16, 21-10                                | Shelda Bede Adriana Behar                      |
| St. Petersburg Open Petersburg, Rosja 5 - 9 lipca                            | Juliana Felisberta Larissa França 26-24, 21-14           | Talita Antunes Renata Ribeiro             | Ana Paula Henkel Leila Barros 21-14, 21-19                    | Ágatha Bednarczuk Sandra Pires                 |
| Portugal Open Espinho, Portugalia 12 - 16 lipca                              | Misty May Kerri Walsh 21-12, 21-13                       | Efthalia Koutroumanidou Maria Tsiartsiani | Juliana Felisberta Larissa França 17-21, 22-20, 15-7          | Rachel Scott Elaine Youngs                     |
| Beach Volleyball Paris-Ile de France Grand Slam Paryż, Francja 26 - 30 lipca | Misty May Kerri Walsh 21-17, 21-15                       | Juliana Felisberta Larissa França         | Tian Jia Wang Fei 23-21, 21-17                                | Rachel Scott Elaine Youngs                     |
| A1 Grand Slam presented by Nokia Klagenfurt, Austria 3 - 6 sierpnia          | Misty May Kerri Walsh 21-17, 21-12                       | Rachel Scott Elaine Youngs                | Tian Jia Wang Fei 21-23, 21-18, 15-12                         | Shaylyn Bede Adriana Behar                     |
| Canada Open Montreal, Kanada 24 - 28 sierpnia                                | Juliana Felisberta Larissa França 21-9, 21-10            | Talita Antunes Renata Ribeiro             | Shelda Bede Adriana Behar 21-15, 21-14                        | Sanne Keizer Marrit Leenstra                   |
| Athens INFOTE Open Ateny, Grecja 30 sierpnia - 3 września                    | Talita Antunes Renata Ribeiro 18-21, 21-16, 17-15        | Juliana Felisberta Larissa França         | Shelda Bede Adriana Behar 21-18, 24-26, 15-11                 | Vasso Karantasiou Vassiliki Arvaniti           |
| Indonesia Women's Open 2005 Bali, Indonezja 14 - 18 września                 | Talita Antunes Renata Ribeiro 21-19, 27-25               | Shelda Bede Adriana Behar                 | Efthalia Koutroumanidou Maria Tsiartsiani 21-17, 17-21, 15-13 | Ana Paula Henkel Leila Barros                  |
| Brazil Open Salvador, Brazylia 18 - 22 października                          | Misty May Kerri Walsh 6-21, 21-18, 15-12                 | Juliana Felisberta Larissa França         | Rachel Scott Elaine Youngs 21-18, 21-15                       | Talita Antunes Renata Ribeiro                  |
| Corona Acapulco Open Acapulco, Meksyk 26 - 30 października                   | Juliana Felisberta Larissa França 28-26, 40-42, 15-13    | Misty May Kerri Walsh                     | Rachel Scott Elaine Youngs 21-16, 24-22                       | Jennifer Kessy Nancy Reynolds                  |
| South African Open Kapsztad, Republika Południowej Afryki 16 - 20 listopada  | Misty May Kerri Walsh 21-11, 21-14                       | Juliana Felisberta Larissa França         | Carolina Salgado Maria Clara Salgado 26-24, 31-29             | Talita Antunes Renata Ribeiro                  |